# Mes courants électriques
Mes Courants Electriques (en español: Mis corrientes eléctricas) es el segundo Álbum de Alizée, fue lanzado el 18 de marzo de 2003. Como su anterior álbum Gourmandises (2000), la letra de las canciones de Mes courants électriques fueron escritas por Mylène Farmer, la música para las canciones fue compuesta por Laurent Boutonnat y fue producido por ambos. Este álbum tiene versiones en inglés de cuatro de sus canciones. Fue comercializado en distintas regiones con diferente contenido. La versión francesa no contiene ninguna versión en inglés, las cuales fueron incluidas en la versión internacional, la versión japonesa cambia el nombre de «J'en ai marre!» y pasa a llamarse «Mon bain de mousse», en Hong Kong y otras partes de Asia fue lanzado en disco doble y un disco interactivo con los vídeos «Moi... Lolita» y «I'm fed up» (versión en inglés de «J'en ai marre!»). El álbum vendió en Francia 259 000 ejemplares, fue certificado Doble disco de oro, pero es una cifra baja si la comparamos con Gourmandises que vendió 800 000 copias sólo en Francia.
El primer sencillo, «J'en ai marre!», salió a la venta el 25 de febrero de 2003, llegó al cuarto lugar en las listas francesas y vendió más de 200 000 copias; fue certificado disco de oro. Los siguientes sencillos, «J'ai pas vingt ans» y «A contre-courant», no tuvieron tanta suerte al posicionarse en el decimoséptimo y en el vigésimo segundo lugar, respectivamente.

## Listas de canciones
Versión para Francia
1. «J'en ai marre!» – 5:12
2. «À contre-courant» – 4:32
3. «Toc de mac» – 4:29
4. «Amélie m'a dit» – 3:51
5. «C'est trop tard» – 4:43
6. «Tempête» – 4:42
7. «J'ai pas vingt ans» – 4:23
8. «Hey ! Amigo !» – 3:54
9. «L'e-mail a des ailes» – 4:10
10. «Youpidou» – 4:09
11. «Cœur déjà pris» – 4:16

Versión internacional
1. «I'm Fed Up!»
2. «A contre-courant»
3. «Toc de mac»
4. «Amelie»
5. «C'est trop tard»
6. «Tempête»
7. «I'm Not Twenty»
8. «Hey ! Amigo !»
9. «L'e-mail a des ailes»
10. «Youpidoo»
11. «Cœur déjà pris»
12. «J'en ai marre!»
13. «Amélie m'a dit»
14. «J'ai pas vingt ans!»
15. «Youpidou»

 Versión para Japón
1. «Mon bain de mousse»
2. «A contre-courant»
3. «Toc de mac»
4. «Amélie»
5. «C'est trop tard»
6. «Tempête»
7. «I'm not twenty !»
8. «Hey ! Amigo !»
9. «L'e-mail a des ailes»
10. «Youpidoo»
11. «Cœur déjà pris»
12. «Mon bain de mousse» (versión en inglés)

- Datos: Q1863849